# Campyloneurum oellgaardii
Campyloneurum oellgaardii är en stensöteväxtart som beskrevs av B.Léon. Campyloneurum oellgaardii ingår i släktet Campyloneurum och familjen Polypodiaceae. Inga underarter finns listade.